# Gran Asunción
Gran Asunción – obszar metropolitalny paragwajskiej stolicy Asunción. Ludność: 1 595,7 tys. mieszk. (2002). Oprócz głównego miasta Asunción (510,9 tys.), w jego skład wchodzi pięć średnich miast powyżej 100 tys. mieszk. (San Lorenzo - 202,7 tys., Luque - 170,4 tys., Capiatá - 154,5 tys., Lambaré - 120,0 tys. i Fernando de la Mora - 114,3 tys.) oraz kilka mniejszych (m.in. Limpio, Mariano Roque Alonso, Ñemby czy Villa Elisa).